# 阴阳十一脉灸经
《阴阳十一脉灸经》按先六阳脉后五阴脉的次序排列，论述十一条经脉的名称、循行路线、病候及部分经脉之灸法，是《灵枢·经脉篇》的前身之一。与《灵枢· 经脉篇》所论十二经脉相比，缺手厥胡心包脉，且各脉论述较为粗浅，不够系统完善。据考究，《阴阳十一脉灸经》与《足臂十一脉灸经》不同，未在十一脉的每脉条目下注明“诸病此物者，皆灸××脉”，因此不能算为实际意义上的“《灸经》”，若能把《阴阳十一脉灸经》的篇题比照《灵枢·经脉篇》改订为《阴阳十一脉篇》或《阴阳十一经脉篇》，则比较切合实际内容，也符合中国医学的传统学术习惯。

## 成书时间
《阴阳十一脉灸经》与《足臂十一脉灸经》同时期出土，这两部古书是目前中国现存最早的论述经脉方面的文献资料。一般认为，两部书在春秋至秦汉时期已经成书，其中《足臂十一脉灸经》相对较早、为春秋时期，《阴阳十一脉灸经》相对较晚。此外，也有研究者对从《足臂》到《阴阳》再到《灵枢·经脉》的古脉学说演进路线提出质疑，认为《足臂》与《阴阳》或许分属不同的体系，不存在线性的早晚关系。

## 出土时间
1972-1974年，考古发掘湖南省长沙市东郊马王堆的三座西汉古墓时，《阴阳十一脉灸经》在3号墓出土的帛书中被发现。当时这本书并没有名字，书名是此后整理根据其内容命名的。

## 思想及贡献
《阴阳十一脉灸经》是迄今发现最早的、且较为全面记载人体十一条经脉循行路线及所主疾病的文献之一，对研究经络学说的形成具有极为重要的意义。 中医经络学说是一个不断完善的过程，虽然目前经络的实质还没有能被揭示，但通过对《足臂十一脉灸经》和《阴阳十一脉灸经》两本古籍经脉循行的比较研究，不难发现一些共同的特征性内容：
1. 经脉的起点多在四肢端；
2. 经脉循行路线的描述简单,循行方向多为流向心脏的;
3. 经脉的分支很少，且与体内脏腑的联系还没有构成；
4. 各经脉之间没有运行气血的接续关系。[1]

这反映出早期经络学说的基本风貌，在十一条经脉的命名上尚没有统一，其与现在的经脉循行概念有着很大的差异，为研究经络学说的发展提供了最为原始的资料。